# J·米歇尔·蔡尔兹
J·米歇尔·蔡尔兹（英語：J. Michelle Childs，1966年3月24日—），美国法官。现美国南卡罗莱纳联邦地区法院法官。

## 生平
蔡尔兹出生于底特律。她于1988年获南佛罗里达大学管理学学士学位。后考入南卡罗来纳大学深造，1991年获法律博士学位。同年，她还获得了南卡罗来纳大学商学院人事与就业关系硕士学位。
1991年至2000年间，蔡尔兹任职于位于南卡罗来纳州哥伦比亚的尼克森·普鲁特律师事务所。2000年，她成为了该律所历史上首位非裔合伙人。此后她曾在州政府工作六年，先后担任州劳动、许可与法规部（Department of Labor, Licensing, and Regulation）劳工部门副主任、州工人补偿委员会（Workers' Compensation Commission）委员。
2006年，蔡尔兹当选南卡罗来纳州里奇蘭縣巡回法院法官。2010年，经奥巴马总统提名，她被任命为美国南卡罗莱纳联邦地区法院法官。2016年，她获得杜克大学法学院的司法研究硕士（L.L.M.）学位。2020年，她当选为美国律师协会司法部门主席。
2021年12月，拜登总统宣布提名蔡尔兹为哥伦比亚特区联邦巡回上诉法院法官。